# Кунсентмиклошский район
Кунсентмиклошский район (венг. Kunszentmiklósi kistérség) — район медье Бач-Кишкун, Венгрия. В состав района входит 10 населённых пунктов, в которых проживает 31 430 жителя. Административный центр района расположен в городе Кунсентмиклош.

## Населённые пункты
| Название        | Оригинальное название | Площадь (км²) | Население |
| --------------- | --------------------- | ------------- | --------- |
| Апоштаг         | Apostag               | 31,94         | 2130      |
| Дунаедьхаза     | Dunaegyháza           | 10,12         | 1522      |
| Дунавече        | Dunavecse             | 66,77         | 4147      |
| Кунадач         | Kunadacs              | 89,90         | 1768      |
| Кунпесер        | Kunpeszér             | 77,55         | 677       |
| Кунсентмиклош   | Kunszentmiklós        | 172,11        | 9028      |
| Сабадсаллаш     | Szabadszállás         | 164,62        | 6850      |
| Сальксентмартон | Szalkszentmárton      | 82,10         | 3016      |
| Ташш            | Tass                  | 74,72         | 2997      |
| Уйшольт         | Újsolt                | 32,98         | 177       |